# النخيلة الغربية (بابل)
النخيلة الغربية هي إحدى القرى الواقعة في محافظة بابل واداريا تنضم لناحية ابي غرق وهي على شكل شبة جزيرة يحيط بها شط الحلة الذي يتفرع من نهر الفرات وهي ذات مناظر خلابة وفيها مايقارب 7000 نسمه من عشائرها المعامرة والحميريون والسعيد والزبيد وربيعه والنسبة الأكبر للمعامرة تشتهر بالنخيل لذلك سميت بهذا الاسم كما وفيها مقام العبد الصالح الخضر (ع) من العوائل المشهورة على مستوى القرية عائلة الملة قاسم وعائلة أبو حقي وعائلة أبو وائل والكوام وال منخي والشيخ حاتم وال بو حديدة وال عباس الناصر.